# سیارک ۵۷۴۰
سیارک ۵۷۴۰ (به انگلیسی: 5740 Toutoumi، نامگذاری:1989WM3) پنج هزار و هفتصد و چهلمین سیارک کشف شده‌است که در ۲۹ نوامبر ۱۹۸۹ کشف شد.
قدر مطلق سیارک برابر ۱۲٫۷۰ است.